# ネオ・ジオンの機動兵器
- 機動戦士Ζガンダム > ネオ・ジオンの機動兵器
- 機動戦士ガンダムΖΖ > ネオ・ジオンの機動兵器
- 機動戦士ガンダム 逆襲のシャア > ネオ・ジオンの機動兵器
- 機動戦士ガンダムUC > ネオ・ジオンの機動兵器

ネオ・ジオンの機動兵器（ネオ・ジオンのきどうへいき）では、1985年に放送されたテレビアニメ『機動戦士Ζガンダム』で初登場し、翌1986年に放送された続編『機動戦士ガンダムΖΖ』で「ネオ・ジオン軍」と改名するジオン公国軍残党組織「アクシズ」、1988年に公開されたアニメーション映画『機動戦士ガンダム 逆襲のシャア』に登場する再編組織「新生ネオ・ジオン軍」、2007年より発表された小説およびOVA『機動戦士ガンダムUC』に登場する残党組織「袖付き」が運用するモビルスーツ（MS）やモビルアーマー（MA）といったロボット兵器について解説する。記述は五十音順。

## アクシズ（ネオ・ジオン）

### アハヴァ・アジール
小説・配信アニメ『機動戦士ガンダム Twilight AXIS』に登場。サイコフレームの前身となる技術のテスト機として開発されていたニュータイプ専用MA。

### R・ジャジャ
宇宙世紀0088年を舞台とする『機動戦士ガンダムΖΖ』および宇宙世紀0096年を舞台とする『機動戦士ガンダム Twilight AXIS』に登場。アニメ劇中では「アール・ジャジャ」と発音されるが、小説版『ΖΖ』などでは「アル・ジャジャ」とも表記される。
旧ジオン公国軍のギャンの設計思想を受け継いだ白兵戦用MSで、上級士官（騎士）用に改修が加えられたとされる。製造されたのはキャラ・スーンが搭乗する赤い1機のみと考えられていたが、のちに複数機の製造が確認されている。
武装
銃剣付きビーム・ライフル
銃身下部に低出力ヒート剣、後部に固定射撃用のバイポッドを装備。側面に出力調整用セレクターがある。エネルギー供給はEパック方式で、出力は3.1メガワット。不使用時にはバリアブル・シールド基部のラックに接続可能。
ビーム・サーベル
ギャンのサーベルのように鍔が大きく、エネルギー・チャージャーを兼ねた左腰の鞘に納められている。出力は0.72メガワット。
3連装ミサイル・ポッド
両肩のアーマーに内蔵。AMS-05Mミサイルを計12発搭載。アーマーが独立可動するため、射角は広い。
バリアブル・シールド
通常は両肩アーマーの後面に装備されているが、使用時には肩アーマーが一旦上がり、180度回転して前面に展開する。裏側には高機動スラスターを内蔵し、通常時は推進器として機能する。2段階のスライド機構をもち、腕部の可動を阻害しないようになっている。本装備による高度な機動性と防御力は、格闘戦において有効であった。
劇中での活躍
『ΖΖ』第11話で初登場。マシュマー・セロの監視役としてエンドラに派遣されたキャラ・スーンの専用機として、艦内で組み立てられる。出撃時はキャラの「MSに乗ると興奮する」という性格により、まともな挙動をしていない。しかし、アーガマと戦闘状態になると接近戦でジュドー・アーシタの乗るΖガンダムを抑え込み、マシュマーのハンマ・ハンマに頭部を破壊させる。第12話では、ラビアンローズと接触したエンドラをアーガマから防衛するために出撃するが、ジュドーのΖΖガンダムのハイ・メガ・キャノンにより両脚を破壊される。しかし第13話ですぐに修復されて出撃しており、ジュドーを驚かせる。第14話ではコロニー「ムーン・ムーン」で、エンドラに寝返ったビーチャ・オーレグが無断で搭乗して出撃。コロニー内でキャラと交代しΖΖガンダムと交戦するが、ハイパー・ビーム・サーベルで腰部を貫かれ爆発。キャラは球形コックピットで脱出している。
アニメ版『Twilight AXIS』では、アクシズのドックの奥にほかのMSとともに、白と紫を基調に一部をピンクで塗装された機体が残されている。過去にアルレット・アルマージュが調整を手掛け、ダントン・ハイレッグがテスト・パイロットを担当するが、事故により左肩アーマーを失う。0096年に、アクシズの調査チームに参加するダントンが「バーナム」の襲撃に対抗するために再び搭乗する。アルレットの搭乗するアハヴァ・アジールを庇い、左肩アーマーの無い状態でガンダムAN-01“トリスタン”と交戦するも劣勢に回るが、アルレットのもつサイコ・フレームの試料から発する光によりトリスタンは撤退する。
小説版では宇宙世紀0088年頃にアルレットが調整を手掛けたとされ、ダントンをテスト・パイロットとしてマラハジャ・カーン記念研究院でとある実験に使用されるが、テスト中にバックパックのスラスターを損傷する。0096年には修理が完了した状態であり、バイアラン・イゾルデと交戦し辛勝、直後にクレヴェナールと合体したトリスタンの攻撃を受けるが、アハヴァ・アジールの援護もありなんとか撤退させることに成功する。
漫画版ではシャア・アズナブルがアクシズにいる間に開発されたとされており、彼の要請もあって近衛師団に配備される予定の本機のテスト・パイロットをダントンが務めることになる。しかしテスト中に左肩アーマーが爆発。0096年でもアニメ版と同様に同部位の無い状態で出撃、バイアラン・イゾルデと交戦の末に小刀状の武器で上半身と下半身を分断する。その後、フェイルノートシステムを装備したトリスタンと交戦、途中で破棄されていたギラ・ドーガのビーム・マシンガンとシールドに持ち替えて戦うが、インコムによるオールレンジ攻撃によって右腕と右脚を破壊され、救援に駆け付けたアルレットが乗る実験艦ファドラーンに緊急着艦する。
漫画『機動戦士ガンダムΖΖ外伝 ジオンの幻陽』では、旧ジオン派の高官カイゼル伯の側近であるヴィール大尉が搭乗する。カイゼル伯を暗殺したフェアトン・ラーフ・アルギスの座乗艦インドラを襲撃するも、返り討ちに遭って撃墜される。
漫画『機動戦士Ζガンダム Define』では、0086年に試作機が登場、腕部など一部形状が異なり、シールドを携行している。指揮官候補に採用されて間もないキャラがテスト・パイロットとして搭乗し、反乱を起こした元ギレン・ザビ総帥直属部隊との交戦で推進剤切れとなったハマーン・カーンのキュベレイを救助する。
PCゲーム『機動戦士ガンダム リターン・オブ・ジオン』では、ネオ・ジオン特殊部隊「ナイトシェイド」のグレイ・シャイアン少佐（黒と赤）や「デザートライナー」のカーズ・エドワード少佐（緑）、ソニア・シェスター中尉（赤）の専用機が登場。スマートガンを装備するなど、火力が向上している。宇宙港のあるアデン基地へ向かうアフリカ残存部隊を率いて活躍したとされる。
ゲーム『機動戦士ガンダム ギレンの野望 アクシズの脅威』では、グレミー・トト軍の制式カラーである灰色に塗装された「グレミー軍仕様」が登場する。
デザイン
ラフデザインは出渕裕、クリーンアップは明貴美加で、当初の名称は「ギャザム」であった。
なお、『ΖΖ』初期の敵MSのデザインは、大河原邦男によるMSデザインを継承し、かつ新しい感覚が導入されているという理由で、出渕のラフデザイン（コンセプト・デザイン）10点余りが採用された（最終的に未登場のものも含む）。しかし、当時の出渕は多忙であったため、クリーンアップは伸童舎の明貴と岡本英郎が担当した。

#### アルス・ジャジャ
宇宙世紀0092年を舞台とする漫画『機動戦士ムーンガンダム』に登場。メカニックデザインは形部一平。
ミノフスキー粒子散布環境下での前哨射撃戦に対応した改修機。パイロットは、アタラント3MS部隊「チームデルタ」の隊長オルボ・マルシェフが務める。
頭部にはトサカ状の高感度センサー、左肩にはEWAC機能やレーザー、超音波センサー、光学センサーを組み込んだ観測偵察用のレドームポッドが追加され、従来の白兵戦能力に加えて、狙撃機や指揮官機としての機能も兼ね備えたオールラウンドな機体となっている。
専用武装として、超長射程の狙撃用大型ビーム・ライフルを装備。連続での使用には適さないながらも、レドームポッドと連動したスコープセンサーと、銃身周囲の小型スラスター3基による照準補正機能によって射撃精度を極限まで高めている。左腰の鞘付きビーム・サーベルはグレネード・ランチャー3基に換装され、代わりに継戦能力を高めた細身のサーベルを前腕片方に2基ずつ、計4基装備する。バリアブル・シールドのウェポンラックは撤去されている。

### ガザC
人型作業機械をベースに開発された、量産型中距離支援用可変MS。

#### ガザA
ガザCへと繋がる作業用MS。

#### ガザB
ガザCへと繋がるMS。

#### ガザD
ガザCの改良型。

#### ガザE
ガザCの発展型で、MA形態での戦闘力を強化した。

#### ガ・ゾウム
ガザシリーズをリファイン・再設計した量産型可変MS。MS形態時の戦闘力に重点が置かれている。

### ガザレロ
ザクレロの流れを汲むニュータイプ専用MA。

### ガズアル / ガズエル
一年戦争時に開発されていたガルバルディを、親衛隊「ロイヤルガード」用として改修強化した機体。

#### ガズアル・グラウ / ガズエル・グラウ
漫画『機動戦士ムーンガンダム』に登場。ガズアルとガズエルの現地改修型で、装飾の撤去や一部武装の変更がおこなわれている。

### カプール
水圧に耐えるため、球形をした機体が特徴的な水陸両用MS。

### ガルスJ
『機動戦士ガンダムΖΖ』、および宇宙世紀0096年を舞台とする『機動戦士ガンダムUC』に登場。
地球圏侵攻に当たり、アクシズが戦力増強のために試作したMS群のひとつ。地球圏に散り散りになっていた旧ジオン系の技術者がアクシズへ合流して開発された機体であるため、それまでの主力であったガザ・シリーズよりもジオン系MSのコンセプトが色濃い設計となっており、ザクの系列に当たるとされるが、連邦系MSの技術であるムーバブル・フレームも導入されている。また、グフのような重装甲の近接戦闘用MSとして開発されたともいわれ、後方支援用のズサとの共同作戦も想定されている。陸戦用ともいわれるが、宇宙でも運用されている。
試作機はエンドラ内部で組み立てられ、マシュマー・セロによって初めて実戦運用がおこなわれ、高い操縦性とバランスのとれた性能から制式に量産化される。生産性は高いが、近接戦闘用の機体としては内蔵火器が多いため機体の大型化と重量の増加が欠点となり、ドライセンより性能が劣るとされる。
武装
ミサイル・ポッド
胸部両側に2連装ずつ装備。
フィンガー・ランチャー
グフと同様に、左手の指先に5門内装。毎分260発。また、両腕は伸縮式のアーム・パンチ機構を備えているとされる。
エネルギー・ガン
携行武装で主兵装のビーム兵器。ほかの携行武装と異なり、グリップを水平にして使用する。それに平行して4連装のミサイル・ポッドを装備しているため、ミサイル・ポッド・ガンとも呼ばれる。なお、マシュマー機は携行していない。
ビーム・サーベル
リア・スカートに2か所、左右の腰部スカート裏に1か所ずつの計4か所に装備可能。
劇中での活躍
『機動戦士ガンダムΖΖ』第2話で初登場。サイド1コロニー「シャングリラ」の居住区に移動したアーガマを追って、整備途中でコックピット・ハッチがないまま単機で出撃。ブリッジに取り付き無条件降伏を迫るが、ジュドー・アーシタが仕掛けた爆弾によりコロニー地表に落下。ジュドーが搭乗するΖガンダムと交戦するも、ビーム・サーベルで頭部を破壊され撤退。第3話ではトレーラーに載せられ、大量の酒瓶とそのケースで偽装されてアーガマの潜伏先付近まで移送され出撃。コックピット・ハッチが付いたものの、当初は閉まらずにいる。Ζガンダムを落とし穴まで誘い出すも自らも道連れにされ、宇宙での戦闘になるが、Ζガンダムの蹴りにより退けられる。落とし穴からシャングリラに戻り、幌をかけられトレーラーで帰還するが、その後はマシュマーがズサに乗り換えたため、登場しない。
本作中盤以降は量産され、宇宙と地上の各地で少数ずつ見られるようになる。終盤のグレミー・トトの反乱時は、ハマーン側の制式塗装の機体と、グレミー側の灰色の機体の両方が登場する。
アニメ『機動戦士ガンダムUC』では地上のジオン残党軍の戦力としてガルスKやマラサイとともに登場し、トリントン湾岸基地襲撃作戦に参加する。マラサイのビーム・ライフルを携行する。
漫画『機動戦士Ζガンダム Define』では、宇宙世紀0086年に（マシュマー機と異なる）試作機が登場、胸部や腕部をはじめ各部の形状が若干異なる。新型MS開発工廠視察の際に元ギレン直属部隊のフェリシア・レイン中佐が希望して試乗、気に入り乗機にしたいと発言している。この際にビーム・サーベルを使用しているが、腰部側面のスカート裏側から射出されている。直後に反乱を起こした際にも搭乗し、ハマーンのキュベレイと交戦するが、コックピットを貫かれ敗北する。
漫画『機動戦士ガンダム ウェアヴォルフ』では、0087年10月頃に別の試作機（マシュマー機や量産型と同仕様）が登場。エンドラ級の母艦からガザC3機とともに出撃し、月軌道外縁で宇宙漂流状態のティターンズ特務部隊のペガサス級強襲揚陸艦「ヘカーテ」を襲撃。アームパンチでペイルライダーD IIの首をはねるが、逆にウェアヴォルフに頭部を引きちぎられ、インコムの一撃により撃破される。
漫画『機動戦士ガンダム U.C.0096 ラスト・サン』では、ブランダムール隊の戦力としてリバウ、ガルスK、ドーベン・ウルフとともに配備されている。「袖」とコックピット・ハッチに装飾が施され、武装はエネルギー・ガンにシナンジュのロケット・バズーカの砲身を接続したようなものを携行する。パイロットはブランダムール隊最年少の構成員、タマキ・エトール准尉。
デザイン
ラフデザインは出渕裕、クリーンアップは岡本英郎で、当初の名称は「バオウ」であった。ただし、頭部の決定稿のみ出渕自身によるクリーンアップで、この段階まで「バオウ」の名が残っていた。
「ガルスJ」の名称はそれ以前に永野護が『ΖΖ』降板前にデザインしたものに先に付けられており（当初の名称は「サズ」であったとされる）、当時のMSデザインと離れたコミカルで特異なものであった。『コミックボンボン』で連載された漫画版『ΖΖ』では、このデザインのガルスJが登場する。

#### ガルスG
書籍『機動戦士ガンダムΖΖ HOW TO BUILD GANDAM WORLD4』に作例が掲載された（型式番号：AMX-101G）。
ガルスJの再設計機。ガルスJの欠点の一つである整備性の悪さが改善されたほか、背部のキャノン砲やショルダー・ミサイル・ポッド、各種携行武装が追加装備されている。

#### ガルスK
『機動戦士ガンダムUC』に登場。
ガルスJの固定武装であるフィンガー・ランチャーやミサイル・ポッドを廃し、左肩にガ・ゾウムのハイパー・ナックル・バスターと同型のビーム・キャノンを1門装備し、左腕にザク・デザートタイプの3連装ミサイルポッドを装着している。右腕には多目的ハードポイントを備える。両肩はスパイク・アーマーに変更され、機体色はガルスJのグリーンからサンドカラーに変更されている。
小説版とアニメ版で腕のデザインが違い、小説版では前腕部にカバーが追加されてアーム・パンチ機構が見えなくなっているが、作中ではアーム・パンチを使用している。アニメ版では両肩にスラスターが1基ずつ追加され、前腕はガルスJと同型である。
小説・アニメ版ともにトリントン湾岸基地襲撃作戦に参加。小説版ではジャイアント・バズを携行する。アニメ版では右腕ハードポイントにザクキャノンのビッグ・ガンを装備し、ジオン残党軍が占拠するグレイファントム級の残骸からガルスJらとともに出撃してガンタンクIIを撃破するが、小説・アニメ版ともに上空のジェスタ部隊の狙撃に遭い、撃墜される。
漫画『機動戦士ガンダムUC 『袖付き』の機付長は詩詠う』では、トリントン基地襲撃戦後に海賊に奪われている。第7話においてハイパー・ナックル・バスターを用いてカークス隊の基地を狙撃するが、足場を破壊されてズゴックEの不意討ちに遭い、撃破される。
漫画『機動戦士ガンダム U.C.0096 ラスト・サン』では、ガルスJらとともにブランダムール隊に配属され、タマキの母シヅカ・エトール少尉が搭乗する。タマキのガルスJ同様の装飾が施され、塗装はグリーン系とグレー系が確認できる。頭部アンテナは装備されていないが、基部は残っている。
漫画『機動戦士ムーンガンダム』では、0091年に新生ネオ・ジオン軍が接収した南極の旧資源開発基地に配備されており、ロンド・ベル隊による降下作戦の迎撃に1機が出撃している。
上記の『『袖付き』の機付長は詩詠う』に登場する海賊MSやゲーム『機動戦士ガンダム バトルオペレーション2』登場の際は右肩にビーム・キャノンを装備しており、ビーム・キャノンの位置は変更が可能。

#### シュツルム・ガルス
アニメ版『機動戦士ガンダムUC』、および外伝漫画『機動戦士ガンダムUC 『袖付き』の機付長は詩詠う』などに登場。
「袖付き」がガルスJをベースに開発した機体で、拠点突破に重点を置き、艦船に対する強襲能力やMSに対する格闘戦能力を特化させている。肩部や膝部などの装甲をはじめ、スラスターやプロペラントまで排除され、ベース機から50%以上の軽量化を実現。これにより非常に高い運動性を発揮するほか、装甲による可動の制限が少なくなったため、人間のような動きによる格闘戦が可能となっている。ただし、その代償として防御力は大幅に低下している。また、スラスター類は完全に排除された訳ではなく、漫画『機動戦士ガンダムUC 『袖付き』の機付長は詩詠う』によると長距離航行用推進機関が取り外されているとされ、小規模のスラスターを可動させているような描写が存在する。長距離移動時はズサ用の大型ブースター（ズサブースター）を装着して運用されるが、戦域到達後に切り離されるため自力での帰還は困難となる。ほかのガルス系と異なり、頭部のアンテナをもたない。
武装
ザクII用とギラ・ドーガ用シールドを組み合わせたスパイク・シールドを両肩に装備。近接格闘時はシールドごとボクサーグローブのように両腕に装着して使用する。背面にはケンプファー用のチェーン・マインを、コンパクトにまとめて装備。機体の積載量の範囲内なら、ほかの武装も使用可能。ガルスJの固定武装であった胸部両側のミサイル・ポッドは、打突や牽引用のマグネット・アンカー射出機に換装されている。
劇中での活躍
アニメ『機動戦士ガンダムUC』にて、ケンプファー用ショットガンを携えたズサとともにネェル・アーガマに取り付き、甲板上でジェガンとネェル・アーガマ側に寝返ったギラ・ズールに挟撃されるが、近接打撃で2機を行動不能に陥れる。その後コンロイ・ハーゲンセン搭乗のジェガン（エコーズ仕様）と交戦するも、フルアーマー・ユニコーンガンダムが狙って射出した大型ブースターが直撃し、ネェル・アーガマから放逐される。
漫画『機動戦士ガンダムUC 『袖付き』の機付長は詩詠う』で、本機のパイロットがビランチャ・ベーア中尉であることが判明する。放逐されたあとの本機のエピソードもあり、同じく漂流中の敵機リゼルを自機を放逐したブースターに括り付けて助け、自身はそのまま漂流を続けるが、ズサブースターに乗ったジューリ機付長と友軍に救出される。
漫画『機動戦士ガンダムUC バンデシネ』にも登場。アニメ版と違って単独でネェル・アーガマに取り付き、交戦相手もエコーズ仕様ジェガン（コンロイ機）のみ。リバウの支援を受けるも、リバウに続いてフルアーマー・ユニコーンガンダムの攻撃で退けられる。

#### ガルスS
漫画『A.O.Z Re-Boot ガンダム・インレ-くろうさぎのみた夢-』に登場（型式番号：AMX-101S）。
火星独立ジオン軍（ジオンマーズ）が使用するガルスJのバリエーションで、開発と製造は火星で行われている。ヒート・ランスとシールドを装備するなど近接戦に特化しており、かつてジオンマーズが支配していた時期は赤と白の親衛隊カラーに塗装されていた。ジオンマーズの没落後は中距離用の大型ビーム砲（ギラ・ドーガ重装型のランゲ・ブルーノ砲とほぼ同じデザイン）を装備され、デザートカラーに塗装されている。

### ギガッザム
漫画『機動戦士ムーンガンダム』に登場。第一次ネオ・ジオン抗争後にネオ・ジオン過激派（ザビ派）が用いた拠点制圧用大型MA。

### ギガンティック
ゲーム『SDガンダム GGENERATION』シリーズに登場するオリジナルMS。
ネオ・ジオンの地球侵攻作戦を想定し、核攻撃用MSとして開発された機体で、耐衝撃・耐熱処理や核攻撃後の離脱のための大出力スラスターなどが装備されている。

### キュベレイ
アクシズで開発されたニュータイプ専用MSで、サイコミュによるオールレンジ攻撃システムを搭載する。グリプス戦役および第一次ネオ・ジオン抗争において、アクシズの実質的指導者であるハマーン・カーンが専用機として使用する。マイナーチェンジ版のキュベレイMk-IIも存在する。

#### 量産型キュベレイ
キュベレイの量産型。ネオ・ジオン内乱時にグレミー・トト率いる反乱軍麾下のニュータイプ部隊が使用する。

#### ディマーテル
漫画『機動戦士ガンダム ヴァルプルギス』に登場。ネオ・ジオン残存艦隊が運用するニュータイプ専用MS。パイロットはハマーン・カーンを名乗る。

### クィン・マンサ
ニュータイプ専用大型MSで、サイコミュとファンネルによるオールレンジ攻撃システムを搭載する。第一次ネオ・ジオン抗争末期に、グレミー・トトの反乱軍により運用される。

### グザ
漫画『ダブルフェイク アンダー・ザ・ガンダム』用にデザインされたが、本編には未登場。ギラ・ドーガの前段階とも、ネオ・ジオン製のボリノーク・サマーンともいわれる。

### ゲーマルク
『機動戦士ガンダムΖΖ』に登場。メカニックデザインは明貴美加。
ニュータイプ専用の重MSで、ドーベン・ウルフとともに第4世代MSの代表格とされる。アクシズ側でも開発に成功した、ΖΖガンダム並みの火力をもたらすメガ・コンデンサーによって機体各所にメガ粒子砲を搭載しており、死角を持たない。
また、マザー・ファンネル・システムにより長距離のファンネル攻撃が可能であるが、高度なシステムであるため強化人間にしか扱えない。しかし、サイコガンダムMk-IIの回収により連邦軍の技術も吸収したアクシズのサイコミュ技術の向上により、キュベレイなど初期のニュータイプ専用MSよりは扱いやすくなっている。
強化人間となったキャラ・スーンが搭乗し、常にガズアルとガズエルを付き従えて出撃する。実戦参加が確認できるのはこの1機だけだが、量産化されたとする資料もある。
武装
マザー・ファンネル / チルド・ファンネル
本機の特徴的な武装。マザー・ファンネルは大型のビット兵器で、背部に2基装備。独立したジェネレーターを内蔵しており、直結式のメガ粒子砲は出力5.5メガワット。小型のチルド・ファンネル（出力1.8メガワット）を14基ずつ収納する。
マザー・ファンネルは感応波の中継および増幅装置としても機能する。マザー・ファンネルを前線に投入し、さらにそこからチルド・ファンネルを射出することで、既存のファンネルの稼働範囲を凌駕する超長距離攻撃が可能となっている。
2連装ビーム・ランチャー
両肩に装備。出力2.3メガワット。
ハイパー・メガ粒子砲
胸部中央に装備。出力30.5メガワットで、メガライダーのメガ・バズーカ・ランチャーに匹敵する。
メガ粒子砲
胸部左右に2連装（出力4.5メガワット）、股間部に単装（出力6.2メガワット）、両手指に3連装（このため本機の手はミトン状になっている。出力4メガワット）のものを装備。
ビーム・ライフル
両手親指に装備。「ライフル」と呼ばれるが固定武装である。出力2.3メガワット。
3連装グレネード・ランチャー
両前腕部甲に装備。本機唯一の実体弾兵器。
ビーム・サーベル
本機唯一の携行武装で、両膝に装備。本機の手に合わせてグリップが四角いリング状になっている。出力0.85メガワット。
メガ・ビーム・カノン
両脚に装備。使用時には上方に起き上がり、砲身が前方にスライドする。出力3.8メガワット。
このほか、足底は変形して強力なクローとなる。また、両肩上面にハードポイントがある。
劇中での活躍
『ΖΖ』第42話で初登場。強化人間となったキャラ・スーンが搭乗し、常にギーレン兄弟が搭乗するガズアルとガズエルを付き従える。サイド3の小惑星「キケロ」近傍でΖΖガンダムと交戦するが、ジュドーの呼びかけにキャラは錯乱し、ギーレン兄弟になだめられ撤退する。第43話では、サイド3コロニー「コア3」でハマーンを襲撃するプルツーのキュベレイMk-IIと交戦し、撤退に追い込む。第45話では、アクシズを占拠したグレミー・トトの叛乱軍と交戦、ラカン・ダカラン率いるスペース・ウルフ隊のドーベン・ウルフを3機撃破する。第46話では、入れ替わりに現れたニュータイプ部隊のクィン・マンサや量産型キュベレイとファンネルの応酬を繰り広げるが、ジュドーの説得により撤退。その後のモウサ近傍の戦闘でもプルツーのクィン・マンサと交戦するが、ラカンのドーベン・ウルフにガズエルが撃破されたため撤退。第47話では、ハマーンのキュベレイとΖΖガンダムの一騎討ちに割って入る量産型キュベレイの部隊と交戦。バリヤーを展開して無数のファンネルの斉射を跳ね返し、次々に敵機を撃破するが、機体の損傷が限界を越え、敵機を道連れに爆散する。
漫画『機動戦士ガンダムΖΖ外伝 ジオンの幻陽』では上記以前の、地球降下作戦でハマーンが不在のアクシズをエゥーゴが奇襲した際に、防衛隊の1機としてキャラが搭乗し2コマのみ登場する。これの原典は『ジ・アニメ』1986年10月号掲載の「第2回「ガンダムΖΖ」ここまで書いたらヤバイかな!?」の記述であるが、「新型MS」とのみ記載されていた。

#### ダグ・ドール
漫画『機動戦士ムーンガンダム』に登場。メカニックデザインは形部一平。
同作の主要登場人物であるリュース・クランゲル少佐の搭乗機。主人公のユッタ・カーシムを仲間に引き入れ利用せんとするリュースの思惑に沿い、主人公機であるムーンガンダムと共闘したり敵対したりといった役回りを演じる。
白を基調としたカラーリングで、一部濃淡グレーで塗装されている。ゲーマルクの系列機であるが、重火力やリレー・ファンネル・システムを継承したニュータイプ専用機であること以外に共通点はほとんど見られない。
後頭部にはモノアイ3基とジェネレーターを搭載した円盤状の大型バックパックを有し、2機分のパワーを発揮するMAのような存在とされる。バックパックが垂直に起立して頭部と合体することで、サイコミュの情報伝達・処理能力が3倍となる「マシン・ヘッド・モード」に「変身」し、パイロットのニュータイプ能力が高くなくても多数の端末によるオールレンジ攻撃が可能となる。ただしパイロットの脳への負担が大きいため、3分以上の使用は推奨されていない。
おもな武装として、最長58メートルまで伸長可能なビーム・ブレードを展開するロング・ビーム・ライフルを携行する。マシン・ヘッド・モードの起動中には「ダグ・リーダー」と呼ばれる、20基のファンネルによって形成された磁場空間による攻撃が可能で、これは「アッザム・リーダーの進化版」に当たる武装とされる。
メカニックデザインは形部一平。形部いわく、マシン・ヘッド・モードに変身前のモチーフは「ヘッドホンとフードジャケットを着た少年」、変身後は「カネゴンみたいな怪獣・怪人」とされ、二面性のあるデザインが意図されている。

### ザクIII
連邦製のハイザック→マラサイ系とは別に、アクシズの技術者がザク系の最終型として開発した汎用型MS。

#### ザクIII改
ザクIIIに指揮官用のオプションを装備して改修した機体。

#### ザクIV
漫画『機動戦士ムーンガンダム』に登場する、ザクIIIの発展型。ザク系MSの特長である高い汎用性を受け継いでおり、高機動型指揮官機をはじめとする複数のバリエーションがある。

### ザク・マシーナリー
漫画『機動戦士ガンダム ヴァルプルギス』に登場。ネオ・ジオン残存艦隊との取引によりアナハイムエレクトロニクスがアクト・ザクをリバースエンジニアリングして開発したネオ・ジオン残存艦隊が運用するザク系MS。

### ジャムル・フィン
『機動戦士ガンダムΖΖ』に登場。
高機動型可変MA。当初はビグ・ザムの系統を引く大型MAとして設計されたが、戦況の進展とともに即戦力となる機体が求められたため、急造の頭部と手足が取り付けられている。主兵装のハイ・メガ・キャノンの威力はまさしくMA級であり、これに着目した上層部は本機から人型兵器としての余分な機能を極力廃し、自走砲として扱っている。そのため、MS形態は人型とかけ離れた形状となっている。また、MA形態はオプション装備のメガ・ブースターとの合体用であるとも、こちらが基本形態であるともいわれる。
メガ・ブースターとの合体で長距離移動と武装の強化が可能となるほか、木星重力圏用あるいは超長距離巡航用の核パルス推進のビッグ・ブースターの試作も検討されている。
武装
ハイ・メガ・キャノン
本機の主兵装。センサー有効半径ぎりぎりの距離から戦艦の装甲を一撃で貫通する威力をもつ。MS形態では6-10メガワットだが、MA形態では30.1メガワットと約3倍向上する。
3連装小型ミサイルランチャー
両肩の翼端に装備。2連装とする資料も多いが、外観から3連装であることが確認できる。ミサイル以外も装填可能。
ビーム砲
両腕のマニピュレーターの中央に砲口がある。出力は5.3メガワットで、ビーム・サーベルとしても使用可能。なお、マニピュレーターは小型だがMSの腕を握り潰すほどのパワーがある。
メガ・ブースター
本機のオプション装備で、本体と並行して開発が進められている。機首のメガ・ランチャーの出力は単体では6.2メガワットだが、本機との合体時にはそれぞれのジェネレーター出力を加算して40.5メガワットとなる。機首左右のミサイル・ランチャーには赤外線誘導式ミサイルを8発ずつ内蔵。両翼下には出力3.2メガワットのビーム砲、機体中央下部にはボンバー・ユニットのハッチがあり、MS用の武装なども収容可能。機首にコックピットがあり、本体との分離後は大型宇宙戦闘機メガ・ファイターとして使用できるほか、ほかのMSのフライング・サポート・ユニットやMS用のメガ・ランチャーとしても使用可能。
劇中での活躍
第38話に登場。「ジャムルの3D」と呼ばれるダニー、デル、デューンの3名がそれぞれ搭乗し、エンドラIIとの合流前に発見したラビアンローズを襲撃するが、メガライダーの長距離砲撃によりダニー機がメガ・ブースターを損傷し、撤退する。エンドラIIと合流後、ブースターを外してネェル・アーガマ襲撃に参加、高機動性を活かした三身一体の連携攻撃によりジュドーのΖΖガンダムとビーチャの百式を圧倒するが、隊長のイリア・パゾムの撤退命令に従う。ジュドーたちも恐れていたが、その後交戦することはなかった。
第45話では、3機ともほかのMSに混じってエンドラIIに曳航されており、その後マシュマーの別働隊としてイリアのリゲルグとともにグレミーの反乱軍と交戦している。その後の動向は描かれていなかったが、漫画『機動戦士ムーンガンダム』ではリュース・クランゲル少佐の檄に応えるMS群の中に本機が描かれている。
漫画『機動戦士ガンダムF90 ファステストフォーミュラ』では、テロ組織 "NSP" に所属するキッチ・キッチナー大尉が搭乗する機体が登場。外観に変化はないが近代化改修をほどこされており、ビッグ・ブースターを接続している。ビッグ・ブースターにはIフィールド発生器が搭載されており、装備しているメガ粒子砲台（「ハイメガ」と呼ばれる）は出力40メガワットを超えるとされる。宇宙世紀0115年末にサイド2コロニー「アメリア」に秘匿されており、ガンダムF90 2号機を奪取するためにその母艦である「フェア・レディ」をMS隊（旧公国軍MSのレプリカ）とともに襲撃、左舷エンジンを破壊する。しかし、F90 2号機（Vタイプ）のヴェスバーによりビッグ・ブースターを破壊され、メガ・ブースター装備で撤退する。

#### ビグ・ザムール
漫画『A.O.Z Re-Boot ガンダム・インレ-くろうさぎのみた夢-』に登場（型式番号：AMA-01S）。火星独立ジオン軍（ジオンマーズ）が独自に開発したジャムル・フィンの完成形。

### ズサ
ガルスJとの連携を目的に製造された中距離支援用MS。背面に本体よりも巨大なブースターを装備し、多数のミサイルを搭載する。

### ゾディ・アック
宇宙世紀0088年を舞台とする雑誌企画『ガンダム・センチネル』に登場。
全長200メートルを超える大型試作可変MAで、地球侵攻作戦の際の低軌道制空用兵器として開発された。外観は旧世紀の宇宙用ロケットを思わせる形状となっている。これほどの大きさとなると軌道変更の際のプロペラント消費が膨大なものになるが、大気圏上層部の大気を利用することにより、プロペラント消費を押さえた軌道変更を可能としている。
機体の中心線から上下に分離が可能。分離状態の機体はゾアンと呼ばれ、それぞれがゾアンI、ゾアンIIとされる。機体の各部を展開し、格闘戦形態に変形することができる。機体後方の「大頭部ユニット」は単体での航行・大気圏再突入が可能となっている。胴体中央部には大型のメガ粒子砲が装備されており、合体状態では機首部が大きく上下に分割し、内面に備されたIフィールド・ジェネレーターにより、正確に目標に誘導される。大型メガ粒子砲の威力はコロニーレーザーを除けば最強クラスである。それゆえ本機は全身が巨大なメガ粒子砲であるといえる。この装備は単体でも使用可能であるが、メガ粒子砲を連射する際のエネルギーチャージや冷却系にトラブルが発生し、機体の構造上問題の解決には至らなかった。サイコミュの導入も検討されていたが、メガ粒子砲関連のトラブルが続出したために計画は見送られる。
大気を利用した軌道変更の実験をした後に廃棄処分が決まっていたが、ニューディサイズ残党に対し（欠陥を告知せずに）譲渡された。ネオ・ジオン軍は地球連邦軍への宣戦布告前であり、地球連邦軍同士の内乱を傍観する立場を取っていたため、譲渡の表向きの理由はニューディサイズとの協力関係によるものだが、実情は多分に厄介払いを含んだものであった。しかし譲渡の際はネオ・ジオン軍のエンブレムが入ったままであり、エンブレムを消さずにα任務部隊と交戦する。
雑誌『モデルグラフィックス』の連載時には登場しなかったが、別冊化の際に新たにデザインされ本編に登場している。
劇中での活躍
ペズンの反乱終盤でニューディサイズに譲渡され、実戦投入される。その際、ビットの搭載スペースに大型ミサイルが実装された。大気利用による軌道変更には成功したものの、ゾアンI・IIに分離した際にメガ粒子砲関連のトラブルによりゾアンIIは爆発。残るゾアンIは質量弾として利用されるが、地球連邦軍α任務部隊のSガンダムによって撃墜される。

#### ゾディ・アック量産型
ゲーム『SDガンダム GGENERATION-0』に登場するネオ・ジオン軍の試作型MA。
ゾディ・アックの欠点を改良し、生産性を高めるべく小型化した機体。メガ・カノン砲の威力こそ初期型に劣るものの信頼性は飛躍的に向上しており、大気圏突入能力やサーベルを用いた接近戦能力なども健在である。
コストパフォーマンスに優れたMAであり、地球侵攻作戦の主力部隊へ配備する予定であったが、当時のネオ・ジオン技術陣は準サイコミュ搭載MSの設計に追われており、本機の開発は設計段階で打ち切られた。

### ドーベン・ウルフ
一般兵用のサイコミュを採用した大型MS。コンピュータアシスト型の簡易オールレンジ攻撃兵装であるインコムを搭載する。

### ドライセン
『機動戦士ガンダムΖΖ』および『機動戦士ガンダムUC』に登場。ラフデザインは出渕裕で、当初の名称は「バダルウ」あるいは「ゾンム」であった。
ネオ・ジオン軍初の汎用量産型MSで、ドムの後継機。ガルスJやズサに遅れて開発されたとも、同時期に開発されたともいわれる。地球降下作戦用に陸戦を重視して設計されているが、宇宙でも十分な性能を発揮し、重装甲と高機動を両立させ、汎用機にふさわしいトータル・バランスに優れた機体となっている。武装は近接戦闘用のものが中心となっており、塗装は濃淡ブルーを基調に、一部を赤と黄色で塗られている。
ネオ・ジオン残党「袖付き」でも、本拠地パラオの護衛機として運用されている。黒と薄紫を基調としたドムに近い再塗装と、袖や胸部に装飾が施されている。
武装
3連装ビーム・キャノン
両前腕に収納されており、「ハンド・ガン」とも呼ばれる。ジェネレーター直結式で、初期型は低出力だったが、ジェネレーター改良後は2.8メガワットと高出力で連射式のものに換装されている。発射時は装甲をスライドさせる。
ビーム・ランサー
柄の部分が伸縮自在になっており、ビーム・サーベルからランサー（長槍）に変化する。出力は1.7メガワット。
ビーム・トマホーク
トマホーク（斧）状にビーム刃を発生させる。出力は0.96メガワットで、ビーム・ランサーを接続することで出力を倍加させることが可能。
トライ・ブレード
本機の特徴的な近接斬撃兵器。バックパックに3基装備されており、発射時には3枚のブレードが展開し、高速回転して目標を攻撃する。フレアとしての使用も可能で、赤外線誘導型ミサイルを引き付けて狙いをそらす。
ビーム・ライフル
スペックにはないが、『ΖΖ』第32話でオウギュスト・ギダンの部隊機がバウと同型のものを携行している。
メガ・バズーカ
当初本機の専用武装として予定されていた、メガ・バズーカ・ランチャーの小型版。地球侵攻作戦では格闘戦が多くなると想定され、バックパックがトライ・ブレード装備型に変更されたことによる出力不足で本武装は使用できなくなり、廃案となる。
ジャイアント・バズ
「袖付き」の機体の専用武装で、原型機であるドムの運用思想にもとづいて、シナンジュのバズーカをベースに開発されている。
ヒート・サーベル
旧式の武装だが、コストパフォーマンスの高さから「袖付き」の機体の準近接装備となっている。
劇中での活躍
宇宙でラカン・ダカランの初搭乗機として、地上ではオウギュストの搭乗機として登場。ラカン機はジュドーの乗るΖΖガンダムの装甲を切り裂き、追い詰める活躍を見せる。地上で乗機バウを失ったグレミー・トトも、第31話ではオウギュストが指揮するミンドラに搭載されていた本機を借り受け出撃するが、ガルダーヤ近郊でのガンダム・チームとの交戦でルー・ルカのΖΖガンダムの攻撃により左腕を損傷し撤退する。ほかにも地上戦力として多数の機体が投入されるが、舞台を再び宇宙に移した番組後半にもマシュマー率いるエンドラII隊の所属機ほか、ハマーン派、グレミー派と派閥を問わず多数が運用される。
漫画『機動戦士ガンダムΖΖ外伝 ジオンの幻陽』では、バーン・フィクゼス大尉が搭乗。ドムに準じた塗装が施され、初期型のバックパックおよびメガ・バズーカを装備していることからプロトタイプ機であるとも言われる。
『機動戦士ガンダムUC』ではパラオ防衛隊の2機が登場、「袖付き」の装飾が施されている。1機は襲撃してきた地球連邦軍のジェガン部隊を迎撃、もう1機はパラオからの脱出を図るユニコーンガンダムと交戦し撃破される。漫画『機動戦士ガンダムUC 「袖付き」の機付長は詩詠う』では、前者のパイロットはテルス（機番007）、後者はザミュ・サミュ（機番005）とされている。二人はネオ・ジオン時代から本機に搭乗している。ザミュは戦死、テルスもこの戦いでリタイアし、機体はレッダーが引き継いでいる。
漫画版『機動戦士ガンダムNT』では、「白の三ツ星」とあだ名される女性兵士からなる小隊の「袖付き」仕様の3機がチベ級重巡洋艦「グルトップ」に配備されている（「ブーストアップ仕様」とされる）。白を基調に、一部黒と赤に塗り分けられている（第4巻表紙より）。スペックは全備重量のみ通常型と異なり67.9トンとされる。劇場アニメ版および小説版には登場しない。

#### ドムIII
漫画『A.O.Z Re-Boot ガンダム・インレ-くろうさぎのみた夢-』に登場（型式番号：AMX-009G）。
ジオン軍残党組織「火星独立ジオン軍」（ジオンマーズ）が火星プラントで製造・使用しているドライセンの火星陸戦仕様で、ドム系に連なる機体としてドムIII（ドライ）と称されている。ドライセンの肩部スラスターはホバー走行用の大型ブースターに変更され、背部にはザクIII R-G型と同型のホバー用ユニットが装備されている。
ジオンマーズとアクシズは協力関係にあったためMSの設計が共通化されており、このドムIIIとドライセンもその一つとされている。

### ノイエ・ジール
アクシズからデラーズ・フリートへと譲渡された試作大型MA。アナベル・ガトーが搭乗する。

### バウ
『機動戦士ガンダムΖΖ』に登場。アニメ登場前の雑誌では「バウー」と表記されていた。
可変MSの新たな可能性を検証すべく開発された機体。すでにガザ・シリーズを実戦投入していたアクシズであるが、連邦系の可変MSに対抗できる機体の開発は後手に回っていた。本機は連邦側との政治的取引によって供与された技術や、アクシズに「復帰」したアナハイム・エレクトロニクスやエゥーゴの旧ジオン系技術者の協力によって開発されたといわれており、ΖガンダムやΖΖガンダムをはじめとするΖ計画の機体の設計が参考にされている。また、対ΖΖガンダム用に開発されたともいわれる。
試作段階では「飛龍」と呼ばれ、機体を上下2つに分離し、上半身を「バウ・アタッカー」、下半身を「バウ・ナッター」とそれぞれ称する飛行形態に変形するという、ΖΖガンダムに類似した機構での運用をコンセプトに開発される。しかし2名の乗員を必要とするのは非効率的と判断され、開発は中止あるいは棚上げとなる。バウ・ナッターを遠隔操作する案も、ミノフスキー粒子散布下での運用を疑問視され却下されている。しかし、MS形態での性能は十分なものであったことから、試作機は分離・可変機構を廃して士官専用機として改修されることとなる。
しかし、本機が与えられる予定のグレミー・トトは、バウ・アタッカーの持つ軽快な運動性能に目をつけ、バウ・ナッターを大型ミサイルとして考えることでバウの潜在的価値を見出す。彼は分離・可変機構をそのままに、バウ・ナッターには却下された無線操縦装置のほか、慣性誘導装置と弾頭の搭載を命じ、さらにメガ粒子砲内蔵シールドと、ビーム・アサルト・ライフルも同時に製作させている。以上により、本機は戦闘・攻撃・爆撃の3つの能力をもつこととなり、試作機の完成と同時に上層部は本機の量産化を承認する。
頭部はバウ・アタッカー時の空力を考慮した形状となっている。バックパックは必要に応じて射出し、こちらも遠隔操縦することができる。試作機は朱色を基調に一部黒と黄色で塗装され、腰部前面装甲左に「𪚢」（「龍」の下に「飛」と書いて一文字で「バウ」と読む）の文字が記されている。
バウ・アタッカー
コックピットのある上半身の飛行形態。コックピット・ブロックを機首とし、頭部を前方に傾斜させ、腕部を機体下部に移動させる。バックパックのフレキシブル・ウィング・バインダーを主翼として、安定した飛行が可能。ビーム・ライフル、ミサイル、グレネード・ランチャーなど武装も豊富で、緊急時には脱出艇としても機能する。
バウ・ナッター
遠隔操作する下半身の飛行形態。腰部側面装甲をカナードとして展開し、脚部を外側に90度回転させてリフティング・ボディを形成する。バウ・アタッカーと異なり武装を持たないが、最大1,800キログラムのペイロードを有し、大型弾頭を搭載することでバウ・ナッター自体が射程640(620)キロメートルの巨大なミサイルとして機能する（ただし劇中でこのような使用法はされていない）。バウ・アタッカーからの無線制御によってコントロールされるが、通信が途絶えた場合は内蔵したコンピューターの自己判断による航行をおこなう。核弾頭を搭載した場合、本機の戦略的価値はほかのMSとは比較にならないともいわれる。なおアタッカー、ナッターともに大気圏内外での飛行が可能である。
武装
ビーム・ライフル
セレクターで狙撃モードと速射（連射）モードの切り換えが可能であり、「ビーム・アサルト・ライフル」とも呼ばれる。出力は3．6メガワット。バウ・アタッカー時は機体全部下面に装着されるため、空力特性を考慮した設計がなされている。
シールド
ハンマ・ハンマのものと同様のメガ粒子砲内蔵型で、出力0.77メガワットのものを5門装備。砲口は可動式で、中央の3門は集中することが可能となっている。バウ・アタッカー時は機体後部下面に装着され、フェアリング・ユニットとして機能する。
ビーム・サーベル
前腕部内側に1基ずつ収納されている。「騎士」規格のデバイスが採用されており、出力は0.88メガワット。
4連装グレネード・ランチャー
Ζガンダムに倣い、前腕部外側に装備。装弾数各2発で、弾頭には誘導用のオプティカル・シーカーを装備している。
ミサイル
バウ・アタッカー形態の翼下に、誘導ミサイルAMM-06Hを左右3発ずつ装備。MS形態でも使用可能。
バルカン砲
スペックにはないが、第18話で左右の襟元から発射している。
劇中での活躍
第15話にて初登場。グレミーが搭乗しミンドラより発進、コロニー「ムーン・ムーン」の港で轟沈するエンドラより捕虜のリィナ・アーシタを連れて帰投する。第16話ではアーガマを内部から制圧する作戦で、母艦を失った「エンドラ隊」のクレイユ・オーイが無断で搭乗、途中でゴットン・ゴーに代わりΖΖガンダムと交戦、右腕を切断され撤退する。第18話では、アクシズ内部の市街地にコックピット・ハッチを外した状態でトレーラーに乗せられているところをビーチャ・オーレグらが強奪、アクシズからの脱出を図るが、紆余曲折の末ハマーン・カーンの宮殿の前に墜落する。その後はグレミーが搭乗し第19話、第23話（背部のみバリュート装備）、第27-28話に登場。第29話でルー・ルカの乗るコア・ファイターを文字通り盾にしたビーチャの百式のビーム・サーベルにより撃破され、グレミーは直前に脱出している。なお、飛行形態が見られるのは第16話と第29話のみである。
デザイン
デザインは出渕裕。ただし原型となるデザインは岡本英郎で、途中で出渕に渡したという。その原型はバーザムを分離可変機としてデザインしたものであり、頭部のトサカはその名残である。
ラフデザイン時の名称は「飛竜（ヒリュー）」で、ガンダムや百式の影響を受けたとの出渕のコメントが推測形で書かれており、量産型「コウリュー」の頭部ラフもあった。また、本機はクリーンアップも出渕が行なっている。出渕は本機について「Ζガンダムを単眼にしたイメージで描いた」と発言している。
腰部装甲の「𪚢」の文字は監督の富野由悠季が書き加えたものであり、デザインを行った出渕は作画作業が困難になるこの指定を自分が行ったものではないと但し書きを行っている。

#### バウ（量産型）
『機動戦士ガンダムΖΖ』に登場。漢字のマーキングが無く、塗装が緑を基調に変更されている以外に外観上の変化はないが、劇中では一度も分離・変形せず、重力下ではベースジャバーに搭載して運用される。一般兵には分離機能を活用できなかったとも、量産機には分離合体システムが搭載されていないとも言われている。
ゲームブック『機動戦士ガンダムΖΖ ヘルメス夢幻』では、分離機構を廃止した簡易量産型のバウbisが登場する（型式番号：AMX-107bis）。外観は原型機と変わりなく、機体色は緑。
劇中での活躍
第33話でアリアス・モマを隊長にダナ・キライ、デガスが搭乗する3機が上空からアーガマに空中戦を仕掛けるが、自由落下でおこなっている。自らが乗って来た輸送機をアーガマにぶつけようとするが、デガス機がモノアイを潰され、輸送機に激突して爆発する。第34話では、サンドラを奇襲するエルピー・プルの乗るガンダムMk-IIを2機で窮地に追い込むが、ダナ機はΖΖガンダムのハイ・メガ・キャノンを浴びて消滅する。
第44話では、グレミーの反乱軍として戦う2機が登場。第45話では3機がグレミー軍の統一カラーである灰色（シルバーとする資料もある）に塗装され、出撃している。
漫画『機動戦士ガンダム MSV-R ジョニー・ライデンの帰還』では、宇宙世紀0090年にネオ・ジオン軍のエンドラ級「ミランドラ」に3機が配備されている。パイロットはエフベルト、アラム、セスタス。「キマイラ」隊と交戦し、2機が撃破される。その後、試験航海をおこなうムサカに配備された3機がコンペイトウ宙域でシャア専用ディジェを援護するために出撃するが、連邦軍およびFSSのMSによりすべて撃破される。また、レズン・シュナイダーは自身のパーソナル・カラーである濃淡の青（一部黄色）に塗装した機体に搭乗しており、機体トラブルで分離不能となっているものの本人は気にしていない。部下を失い、手土産にFSSの旗艦「ニカーヤ」を狙おうとする際に分離システムがオンラインとなり、今更と愚痴りつつ旗艦に向けてバウ・ナッターを射出するが、フィーリウス・ストリームのガルバルディβの狙撃により阻止される。
漫画『機動戦士ガンダムUC MSV 楔』では、宇宙世紀0096年にジオンあるいはネオ・ジオン軍残党の1機が連邦軍の「スリーアローズ」隊と交戦し、四肢を破壊される。
漫画『機動戦士ガンダム U.C.0096 ラスト・サン』では、分離・合体する機体が登場する。「はぐれ残党」が搭乗し、「袖付き」の本拠地パラオ近傍でリバウと交戦、お互い分離してドッグ・ファイトを繰り広げるが、最後は喉元にビーム・アックスを突きつけられ投降する。
漫画『機動戦士ガンダムF90 ファステストフォーミュラ』では、0115年にサイド4コロニー「インゼル」を不法占拠する宙賊が運用する3機が登場。1機はガ・ゾウムのハイパー・ナックル・バスターを携行、もう1機はギラ・ドーガのシールドと、バックパックにさらにギラ・ドーガのバックパックを重ねて装備、最後の1機は分離しているが上半身はMS形態のままである。特殊部隊「ファステストフォーミュラ」のガンダムF90 2号機（NGタイプ）を取り囲むが、返り討ちに遭い全滅する。

#### バウ（「袖付き」仕様）
アニメ版『機動戦士ガンダムUC』に登場。手首に「袖付き」の装飾が施されているだけでなく、設計当初のコンセプト通りにコックピットがバウ・ナッター側にも新設され、それぞれ有人による完璧な連携機動が可能となっている。塗装は量産型と同様に緑を基調とするが、襟や胸部インテークなど黄色の部分が白になっている。
主な武装
ミサイル
バウ・アタッカーだけでなく、バウ・ナッターにも3発ずつ、MS形態におけるリア・スカート左右に同型のものを装備している。
ビーム・マシンガン
指揮官用ギラ・ドーガと同型のものを携行する。
マシン・キャノン
翼として展開するサイド・スカートはリバウと共通であり、同様にマシン・キャノンを装備する。
60ミリバルカン砲
胸部上面左右に追加されており、バウ・アタッカーでも使用可能。
シールド
マシン・キャノンと同様、リバウ開発の際に並行して進められた装備で、メガ粒子砲はプレートで塞がれているものの、防御性能は向上している。
劇中での活躍
OVA版ではep7に登場。最終決戦で合体シーンを披露したあとにリゼル1機を撃破、その後再分離してネェル・アーガマに特攻をかけるが、バウ・アタッカーは対空機銃によって、バウ・ナッターはガランシェール隊のスキウレによって撃破される。

#### リバウ
「ガンダムフロント東京」内のドーム型映像施設「DOME-G」にて公開された映像作品『機動戦士ガンダムUC One of Seventy Two』が初出で、『UC MSV』に分類される。
「袖付き」がバウを改修した機体。首魁であるフル・フロンタルの専用機として用意されており、塗装は赤を基調とし、胸部と手首に「袖付き」特有の装飾が施されている。しかし、シナンジュの入手が確定したためフロンタルが乗ることはなく、機体各部に記された "10S" の機体番号はすべて斜線で取り消されている（シナンジュに引き継がれる）。
上半身（リバウ・アタッカー）のコクピット周辺と下半身（リバウ・ナッター）の機首部分にサイコフレームが採用されており、パイロットの感応波で完璧な分離連携機動をおこなえるようになっている。脚部にフレキシブル・スラスター・ユニットが追加されているため、リバウ・ナッターは推力増加によって重力下でのサブフライトシステムとしての運用が可能となっており、フロントアーマーの内側に懸架用グリップが内蔵されている。
武装
追加装備として、胸部インテーク内部にビーム・バルカン、脚部側面のフレキシブル・スラスター上にビーム・ガン、サイドアーマー内部にマシン・キャノンを装備。携行しているビーム・ライフルはシナンジュと同型。シールドはメガ粒子砲を撤去したうえで重装甲化され、ビーム・ライフルにも接続可能なグレネード・ランチャーと、ビーム・アックスを2基収納している。なお、『One of Seventy Two』の準備稿の脚本では、シールドにIフィールドの展開機能があるとされる。
劇中での活躍
『One of Seventy Two』では、宇宙世紀0095年にほかの「袖付き」のMSらとともに、AE社のユニコーンガンダム2号機 バンシィと連邦軍の3号機 フェネクスの合同評価試験のターゲットにされる。僚機はすべて撃破され本機1機だけとなるが、フェネクスの暴走による混乱に乗じて戦闘宙域から離脱する。パイロットは不明。
漫画『機動戦士ガンダム U.C.0094 アクロス・ザ・スカイ』では、『One of Seventy Two』の前年の0094年にルガー・ルウ中尉が搭乗。フロンタルの命によって、バト・パンセリノスに与えられたギラ・ドーガ（フロンタル機）とともに地球に降下、連邦軍を離反したレイヴン隊に合流。同隊とともに連邦軍フレスベルク隊によるティターンズ残党の本拠地「デビルズ・ネスト」攻略に加勢する。
続編である漫画『機動戦士ガンダム U.C.0096 ラスト・サン』では、0096年1月1日にパラオの警戒任務を担当、「はぐれ残党」のバウと交戦し取り押さえる。その後、ルガーは本機とともにネオ・ジオン残党の調査のために編制されたブランダムール隊の隊長となり、連邦軍の輸送艦「アンヴァル」およびジオン公国軍残党のムサイ級巡洋艦「メイルメル」との共闘による連邦軍ナイトロ隊との最終決戦にも参加する。なお、『One of Seventy Two』での本機のパイロットもルガーであったことがみずからの口から語られる。
漫画『機動戦士ガンダムUC バンデシネ』では、ネェル・アーガマへの攻撃部隊の第2群の1機としてシュツルム・ガルスと交戦するコンロイ・ハーゲンセンのジェガンを挟み撃ちにしようとするが、バナージ・リンクスのフルアーマー・ユニコーンガンダムの攻撃で撃破される。パイロットは不明。

#### サイコバウ
漫画『機動戦士ムーンガンダム』に登場。メカニックデザインは形部一平。ティターンズ残党が製造したサイコ・ガンダムMk-IV G-ドアーズのデータを流用して開発された強化人間専用機。
パイロットはニュータイプ研究所から選抜されたヤーヒム・ヤロミール大尉とペトラ・ゼルニケ准尉、そしてのちのヤクト・ドーガのパイロットとなるギュネイ・ガス准尉が務める。隊長であるヤーヒムの機体は紫で塗装され、頭部アンテナと襟部分の装飾が追加されている。ほかの2名は通常のバウと同じ緑基調の機体に搭乗する。
G-ドアーズに搭載されたサイコプレート・システムの実証機で、理論上はG-ドアーズの頭部とサイコプレートが流用されたムーンガンダムと同等の機体性能をもつとされている。サイコプレートは片方のバインダーにつき4枚ずつ、計8枚を背部中央で重ねた状態で懸架しており、戦闘状態ではY字状に展開する。バウ系列の特徴である分離変形機構も健在で、分離後の上半身は「サイコバウ・アタッカー」、下半身は「サイコバウ・ナッター」と呼ばれる。
サイコプレート以外の武装は基本的に通常のバウから変化していない。

### ハンマ・ハンマ
『機動戦士ガンダムΖΖ』に登場。
一般量産機にサイコミュ・システムを導入するために試作された機体。無線誘導式のビットやファンネルはニュータイプや強化人間でないと扱えないが、有線誘導式のものは改良によりニュータイプ能力が低いパイロットでも運用が可能とされたためである。ただし本来はニュータイプ専用機として開発された機体であったともいわれ、さらにハマーン・カーンの専用機として開発されたとする説もあるという。
両腕がジオングのものを改良した三連ビーム砲搭載の有線誘導端末となっている。また、連邦系MSのバイオセンサーのように操縦系のインターフェイスにもサイコミュを援用し機体の追従性を向上したうえで、肩部と腰部に多数装備されたスラスター・バーニア・アレイにより、従来のMSとは比較にならない程の機動性をもたらしている。
スペック上は同じくサイコミュを搭載するキュベレイを凌駕するものの、総じてバランスが悪い機体となってしまう。また、改良されたサイコミュ・システムでも一般兵ではその性能を100パーセント活かすことができなかったため、計画は中止となる。試作機のうち1機はマシュマー・セロに引き渡されている。
さらに、宇宙世紀0096年の「ラプラスの箱」を巡る戦いにおいて、本機のコンセプトを受け継いだローゼン・ズールが開発されている。
武装
三連ビーム砲
両腕部の先端に装備。このため、本機のマニピュレーターは3本のクローとなっているが、クロー自体も強力な武器となる。出力は3.1MW。誘導ワイヤーを片側最大50メートル伸ばすことで、直径100メートルのオールレンジ攻撃が可能。
ビーム・サーベル
シールド裏に2基装備されるが、腰部スカート裏や機体のその他のラッチにも装着可能とされる。柄は伸縮式で、出力は0.74MW。
シールド
本機はスラスターにジェネレーター出力の大半を消費されるため、ビーム兵器の出力が低いことから、ジェネレーター内蔵の専用シールドが開発されている。出力1.8MWのビーム砲（メガ粒子砲）を3基内蔵するほか、スペース・マイン（ハイド・ボンブ）を8発装填する投下器も装備する。これは対艦攻撃用の小型爆雷で、10メートル以内に接近すると爆発する。シールドの材質は300ミリ厚のガンダリウム合金製で、ビーム・サーベルでも容易に切断不能。
劇中での活躍
『機動戦士ガンダムΖΖ』第9話で初登場。マシュマー・セロが搭乗し、ガザC部隊を率いてジュドー・アーシタのΖガンダムと交戦するが、ビーム・サーベルで右腕を切断され撤退。第10話ではファ・ユイリィのメタスを行動不能にするも、Ζガンダムに頭部を破壊され撤退。第11話で専用シールドが装備され、キャラ・スーンのR・ジャジャとの連携によりΖガンダムの頭部を破壊し、行動不能に追い込む。しかし、直後にジュドーが移乗したΖΖガンダムのダブル・ビーム・ライフルによりシールドごと左腕を破壊され撤退する。その後はマシュマーがエンドラを去ったため、登場しない。
小説・漫画『機動戦士Ζガンダム外伝 審判のメイス』では、武装組織「カメラード」の首魁であるハンス・シュミットが、本機をネオ・ジオン軍より譲り受け搭乗する。
ゲーム『機動戦士ガンダム ギレンの野望 アクシズの脅威』では、グレミー・トト軍の制式カラーである灰色に塗装された「グレミー軍仕様」が登場する。
デザイン
デザインは出渕裕。
なお、『機動戦士ガンダムΖΖ』におけるメカデザイナーの任を解かれる前の永野護によるハンマ・ハンマの初期デザインが存在するが、形状は別物である（「B-CLUB」5号22頁、6号23頁）。また、番組終了後にアニメ誌のピンナップで、デザインが新規に作り直された永野版ハンマ・ハンマ（型式番号：MS-38）が描かれている（「NEWTYPE」1993年12月号8-9頁）。

#### ラジャスタン
もともとはハンマ・ハンマの初期稿の段階での名称で（「ラジャスターン」または「ラジャ」とも）、上下に分離してそれぞれが小型MAとなる機体としてデザインされていた。
プラモデル『1/144 ハンマ・ハンマ』付属説明書によれば、ハンマ・ハンマの試作機のうち1機がバウのような上下分離型MSのテスト機に改修されたという。その後、『機動戦士ムーンガンダム』に登場するメドゥッサの機体解説にハンマ・ハンマとともに原型機として名称が記載された。

#### ワルキューレ
WAIQUEURE
『新MS戦記 機動戦士ガンダム短編集』（電撃コミックス版）収録の近藤和久の短編漫画「JUPITER [ZEUS] IN OPERATION TITAN U.C.0083」に登場する、ハンマ・ハンマの前身に当たる機体（型式番号：AMX-103P）。
有線式アームが4本になっているのが特徴。また口部にメガ粒子砲を内蔵。バックパックはハンマ・ハンマよりやや大きく、プロペラント・タンクを4本装備する。塗装は黒と赤を基調とする。
本機の原型ともいえるデザイン画を『模型情報』連載の「近藤和久のプロジェクトモビルスーツ」で描かれたハンマ・ハンマに見ることができる。
劇中での活躍
宇宙世紀0083年に、木星圏の衛星ガニメデにあるジオン資源基地への連邦軍による掃討作戦の際にハマーン・カーンが搭乗し、シャア・アズナブル大佐のギャンEXらとともに防衛に当たる。有線式アームにより瞬時に8機のMSを撃墜するが、パプテマス・シロッコが搭乗するガンダムタイプのMSとの交戦時に小破し、一旦後退する。

#### 量産型ハンマ・ハンマ
PlayStation用ゲーム『SDガンダム GGENERATION』に登場するネオ・ジオンの量産型MS（型式番号：AMX-103G）。
ハンマ・ハンマの量産型。試作機で両腕に搭載されていた有線式アームを左腕のみに限定してコストの削減をはかり、準サイコミュを搭載することで一般兵の搭乗を可能にした量産機。上述のとおり、サイコミュの問題が解決できなかったので、計画は破棄された。

#### ハチカ
HACHICCA
雑誌『ニュータイプ』2005年7月号および2007年1月号に掲載された試作型MS（型式番号：MS-35）。
女性的な外見を持つハンマ・ハンマ（永野版）の先行試験機で、アナハイム・エレクトロニクスが開発したジオン・オーダーによる最後のMSとされている。キュベレイを基にした量産可能な汎用機として計画されていたが、量産化はハンマ・ハンマに譲ることとなり、本機は1機のみの生産に止まった。武装として傘状の頭部装甲内にファンネル4基を格納しているほか、RK-45ビームマシンガン2挺とピアシング・アンカーミサイルを装備している。
デザインの原型となったのは上述の永野護によるハンマ・ハンマの初期デザインで、機体名称と形状は「鉢担ぎ姫」をモチーフとしている。

#### メドゥッサ
漫画『機動戦士ムーンガンダム』に登場。メカニックデザインは形部一平。
ハンマ・ハンマやラジャスタンのデータが反映された準サイコミュ搭載型MA。連邦系の技術を嫌う派閥の意向によって、純粋なジオン系の技術のみでエース・パイロット専用機として開発された。濃淡の赤に塗装された3機がシュランゲ隊に配備され、同隊所属のガット大尉、レフィ中尉、マース中尉がそれぞれ搭乗する。
各スラスターの改良と2基のジェネレーターを搭載することで、ハンマ・ハンマの欠点であるビーム兵器の出力不足を克服している。高機動戦闘時はハンマ・ハンマに似たMS形態に変形し、火力に優れたMA形態と使い分けることで機体性能を最大限に発揮する。MS形態は有重力下での二足歩行を想定していないが、ホバーによる高速移動をおこなうことができる。性能に比例してパイロットに要求される能力も高く、本機の操縦に対応した専用のノーマルスーツも用意されている。
武装は、ハンマ・ハンマから改良が加えられた3連ビーム砲内蔵有線アーム4基と、拡散メガ粒子砲とハイパー・メガ粒子砲への切り替えが可能な「マルチプルメガ粒子砲」1門、通常のメガ粒子砲1門、MS形態の胸部先端とMA形態の機首先端に搭載された防御用Iフィールド・ジェネレーター計2基、機首に内蔵された機雷散布ユニット（スペース・マイン）。マルチプルメガ粒子砲は、チャージ時間の長大さとMA形態でしか使用できないのが難点だが、有線アームによる陽動と、逆噴射による急速離脱を併用することで、効果的な運用が可能となっている。アームのクローは、隕石にとりついたり、ドッキングベイをこじ開けたりするのにも使用され、特にコロニー制圧戦に適している。Iフィールド・ジェネレーターは、高い防御力と引き換えに大量のエネルギーを必要とするため、MS形態の正面部に瞬間的に展開するのみとなっている。ただし、複数機による連携で防御効果を高めることは可能。
ハンマ・ハンマ系のMSを裏返すことでMA形態に変形するというアイデアは、『ムーンガンダム』のストーリーを担当した福井晴敏の提案による。

### リゲルグ
一年戦争時に開発されたゲルググを改修し、宇宙世紀0088年時点の一線級MSと同等の性能に仕上げた機体。大幅に延長された肩部装甲とその中に装備されたスラスターが特徴的である。名称は、「リファインド・ゲルググ」を略したもの。

## 新生ネオ・ジオン

### α・アジール
クィン・マンサの系列にあるニュータイプ専用巨大MA。シャアを慕ってネオ・ジオンに移籍したクェス・エア（クェス・パラヤ）が搭乗する。

### ギラ・ドーガ
当時のネオ・ジオンの主力量産型MS。長距離攻撃用の火砲「ランゲ・ブルーノ砲」を装備した重装型も存在する。

### サザビー
ネオ・ジオン総帥、キャスバル・レム・ダイクン（シャア・アズナブル）の専用機である赤い大型MS。ネオ・ジオンのもつ技術のすべてを投入したMSで、サイコミュとファンネルを搭載し、サイコフレームを使用している。

#### ナイチンゲール
小説『機動戦士ガンダム 逆襲のシャア ベルトーチカ・チルドレン』に登場。サザビーの強化発展機。

#### バルギル
漫画『機動戦士ムーンガンダム』に登場。サザビーのプロトタイプとして開発されたニュータイプ専用MS。のちにムーンガンダムへと改修される。

### シャクルズ
映画『機動戦士ガンダム 逆襲のシャア』に登場。アニメ『機動戦士Ζガンダム』にもエゥーゴが運用する同名・同用途の機体が登場するが、別の機種である。
宇宙用サブフライトシステム (SFS) 。コックピットを備えた大型の機種で、連絡や輸送にも用いられるなど、柔軟な運用が可能となっている。武装は無し。名称がエゥーゴのものと同一なのは、エゥーゴ系のSFSの設備を使用して建造したためである。
小説・アニメ『機動戦士ガンダムUC』では、袖付きが運用する。

### スザク
漫画『機動戦士VS伝説巨神 逆襲のギガンティス』に登場。木星圏でシャア・アズナブルが使用したザク系MS。

### トーリスリッター
PlayStation 3用ゲームソフト『機動戦士ガンダム サイドストーリーズ』に登場。一年戦争末期にジオン残党が鹵獲したペイルライダーを、アナハイム・エレクトロニクスとの協力で10年間をかけて改修した機体。

### ヤクト・ドーガ
ギラ・ドーガをベースとして開発されたニュータイプ用MS。サザビーと同形のファンネルを装備する。

### シャア専用ディジェ
漫画『機動戦士ガンダム MSV-R ジョニー・ライデンの帰還』に登場。ネオ・ジオン軍の指導者となったシャア・アズナブルが運用した、サイコフレームの初期テスト用に改修されたディジェ。バックパックは宇宙で運用するために放熱フィンを取り外し、シュツルム・ディアスのグライ・バインダーを追加している。ギラ・ドーガ用のシールドを両腕に装備している。後にディジェ・トラバーシアに改修される。

## ネオ・ジオン残党（袖付き）

### ギラ・ドーガ（フル・フロンタル機）
シナンジュ・スタインを強奪する際にフル・フロンタル大佐が搭乗する機体。

### ギラ・ズール
「袖付き」の主力をなす量産型MS。ギラ・ドーガの改良型。マイナーチェンジ版の親衛隊仕様機やアンジェロ・ザウパー専用機も存在する。

#### ゼー・ズール
ギラ・ズールのムーバブルフレームに、水中活動用のオプションを装備した水陸両用MS。

#### ローゼン・ズール
ギラ・ズールのムーバブルフレームに、シナンジュの予備パーツを組み合わせて製造された対サイコミュ兵器用試作MS。

#### クラーケ・ズール
ギラ・ズールをベースに、サイコミュ高機動試験用ザクのコンセプトを宇宙世紀0096年の技術レベルで再現した機体。

### クシャトリヤ
4枚のウィングバインダーが特徴的な、ニュータイプ専用大型MS。クィン・マンサの発展型。

### シナンジュ
「袖付き」の首魁、フル・フロンタルが駆る赤いニュータイプ専用MS。ムーバブル・フレームの一部にサイコフレームを採用しており、ユニコーンガンダムの試作機にあたる機体を「袖付き」が強奪し、改装したもの。

#### ネオ・ジオング
シナンジュをコア・ユニットとした拠点攻略用巨大MA。

### シャンブロ
ジオン残党が使用したモビルアーマー。開発には「袖付き」も関与している。